# Robert Penn Warren
Robert Penn Warren (Guthrie,  24 april 1905 - Stratton, Vermont, 15 september 1989) was een Amerikaans dichter, schrijver en literatuurcriticus. In 1958 en 1979 ontving hij de Pulitzerprijs voor poëzie.

## Leven
Warren was een hoogbegaafde zoon van een bankier en lerares, de oudste van drie kinderen. Door een ongeval verloor hij begin 1916 zijn linkeroog. Op zestienjarige leeftijd begon hij een studie literatuurwetenschap aan de Vanderbilt University te Nashville (Tennessee). Van 1922 tot 1925 was hij redacteur van het literaire tijdschrift ‘The Fugitive’. Hij zette zijn studie in 1927 voort aan de Yale-universiteit en van 1928 tot 1929 met een speciale beurs aan de Universiteit van Oxford in Engeland.
Van 1929 tot 1951 was Warren getrouwd met Emma „Cinina“ Brescia, later hertrouwde hij met Eleanor Clark en kreeg twee kinderen: Rosanna Phelps en Gabriel. Hij stierf op 15 september 1989 in zijn huis in Vermont aan kanker.

## Werk
Warren publiceerde zijn eerste gedicht al op elfjarige leeftijd. In 1930 trok hij de aandacht als een van de opstellers van het manifest I’ll take my stand, waarin hij zich met twaalf Zuidelijke intellectuelen keerde tegen de opkomst van het kapitalistische imperialisme.
Warrens eerste roman, Night Rider, verscheen in 1939. Zoals veel van zijn werken speelt het boek in het Zuiden van de Verenigde Staten en is het gebaseerd op historische gebeurtenissen, in dit geval de tabaksoorlog in Kentucky (1905-1908). De vraag wordt behandeld in hoeverre het individu zich mag verzetten tegen de overheid als deze zich onrechtvaardig opstelt. In zijn tweede roman At Heaven's Gate (1943) toont twee hoofdfiguren die in een politiek roerige wereld zoeken naar een oplossing voor hun innerlijke onzekerheid.
Warren is een geboren verteller en schrijft in een rijkgeschakeerde stijl, nu eens helder en zakelijk, dan weer meeslepend-romantisch. Zijn bekendste roman is All the King's Men (1946), gebaseerd op de carrière van Huey Long, een politicus uit Louisiana. In een sterk gedramatiseerde politieke werkelijkheid leert de journalist-historicus Burden dat hij mede verantwoordelijk is voor de politieke en morele verantwoordelijkheid van zijn tijd. Warren kreeg voor All the King's Men de Pulitzerprijs. In 1999 werd het boek verkozen in de Modern Library’s lijst van 100 beste Engelstalige romans uit de 20e eeuw. De roman werd ook meermaals verfilmd.
Warren genoot ook veel bekendheid als literair criticus, met name voor ‘The Southern Review’ en schreef tevens een aantal theoretische werken over literatuur die veel in het onderwijs werden gebruikt. Op latere leeftijd schreef hij ook steeds vaker poëzie. In 1957 kreeg hij zijn tweede Pulitzerprijs, de Pulitzerprijs voor poëzie, voor zijn bundel Promises; Poems 1954 – 1956.